# BinckBank Tour 2020
BinckBank Tour 2020 var den 16. udgave af landevejscykelløbet BinckBank Tour, tidligere kendt som Eneco Tour. Løbet skulle oprindelig være blevet afholdt fra 31. august til 6. september, men blev forkortet og udskudt til 29. september-3. oktober på grund af coronaviruspandemien. Løbet er en del af UCI World Tour 2020.
Efter første etape kom beskeden om at der ville blive lavet ændringer på grund af coronavirusrestriktioner i Holland. Anden etape blev aflyst. Tredje etape som skulle starte i Philippine i Holland fik i stedet start fra målbyen, og fjerde etape som skulle gå fra Riemst til Sittard-Geleen i Holland blev lavet om til en enkeltstart i Riemst.
Mathieu van der Poel vandt samlet foran danske Søren Kragh Andersen.

## Ryttere og hold
| UCI WorldTeams (19)- Jumbo-Visma - CCC Team - Deceuninck-Quick Step - AG2R La Mondiale - Bora-Hansgrohe - Lotto Soudal - Astana - Israel Start-Up Nation - EF Pro Cycling - UAE Team Emirates - Bahrain McLaren - Cofidis - Groupama-FDJ - Mitchelton-Scott - NTT Pro Cycling - Ineos Grenadiers - Team Sunweb - Movistar Team - Trek-Segafredo UCI ProTeams (5)- Alpecin-Fenix - Total Direct Énergie - Circus-Wanty Gobert - Sport Vlaanderen-Baloise - Bingoal-Wallonie Bruxelles |
| |

### Danske ryttere
- Mathias Norsgaard kørte for Movistar Team
- Mads Pedersen kørte for Trek-Segafredo
- Søren Kragh Andersen kørte for Team Sunweb
- Asbjørn Kragh Andersen kørte for Team Sunweb
- Mads Würtz Schmidt kørte for Israel Start-Up Nation

## Etaperne
| Etape    | Dato     | Start – Mål                                 | type          | Afstand (km) | Etapevinder          | Førende rytter       |
| -------- | -------- | ------------------------------------------- | ------------- | ------------ | -------------------- | -------------------- |
| 1. etape | 29. sep. | Blankenberge – Ardooie                      | flad etape    | 132,1        | Jasper Philipsen     | Jasper Philipsen     |
| 2. etape | 30. sep. | Vlissingen – Vlissingen                     | enkeltstart   | 11           | aflysning af etapen  | Jasper Philipsen     |
| 3. etape | 1. okt.  | Aalter – Aalter                             | flad etape    | 157          | Mads Pedersen        | Mads Pedersen        |
| 4. etape | 2. okt.  | Riemst – Riemst                             | enkeltstart   | 8,14         | Søren Kragh Andersen | Mads Pedersen        |
| 5. etape | 3. okt.  | Ottignies-Louvain-la-Neuve – Geraardsbergen | kuperet etape | 185          | Mathieu van der Poel | Mathieu van der Poel |

### 1. etape
| Blankenberge - Ardooie | flad etape | (132,1 km) |

| \| Etaperesultat \| Etaperesultat \| Etaperesultat \| Etaperesultat \| Etaperesultat \| \| Rytter \| Rytter \| Hold \| Tid \| \| \| ------------- \| -------------------- \| -------------------- \| ------------- \| ------------- \| \| 1. \| Jasper Philipsen \| UAE Team Emirates \| 2t 59' 26" \| \| \| 2. \| Mads Pedersen \| Trek-Segafredo \| + 0" \| \| \| 3. \| Pascal Ackermann \| Bora-Hansgrohe \| + 0" \| \| \| 4. \| Danny van Poppel \| Circus-Wanty Gobert \| + 0" \| \| \| 5. \| Stefan Bissegger \| EF Pro Cycling \| + 0" \| \| \| 6. \| Alberto Dainese \| Team Sunweb \| + 0" \| \| \| 7. \| Nils Eekhoff \| Team Sunweb \| + 0" \| \| \| 8. \| Lorrenzo Manzin \| Total Direct Énergie \| + 0" \| \| \| 9. \| Mathieu van der Poel \| Alpecin-Fenix \| + 0" \| \| \| 10. \| Tim Merlier \| Alpecin-Fenix \| + 0" \| \| |                      |                      |            |
| |                      |                      |            |
| Kilde: ProCyclingStats |                      |                      |            |
| Etaperesultat |                      |                      |            |
| Rytter | Rytter               | Hold                 | Tid        |
| 1. | Jasper Philipsen     | UAE Team Emirates    | 2t 59' 26" |
| 2. | Mads Pedersen        | Trek-Segafredo       | + 0"       |
| 3. | Pascal Ackermann     | Bora-Hansgrohe       | + 0"       |
| 4. | Danny van Poppel     | Circus-Wanty Gobert  | + 0"       |
| 5. | Stefan Bissegger     | EF Pro Cycling       | + 0"       |
| 6. | Alberto Dainese      | Team Sunweb          | + 0"       |
| 7. | Nils Eekhoff         | Team Sunweb          | + 0"       |
| 8. | Lorrenzo Manzin      | Total Direct Énergie | + 0"       |
| 9. | Mathieu van der Poel | Alpecin-Fenix        | + 0"       |
| 10. | Tim Merlier          | Alpecin-Fenix        | + 0"       |

| \| Samlede stilling \| Samlede stilling \| Samlede stilling \| Samlede stilling \| Samlede stilling \| \| Rytter \| Rytter \| Hold \| Tid \| \| \| ---------------- \| -------------------- \| --------------------- \| ---------------- \| ---------------- \| \| 1. \| Jasper Philipsen \| UAE Team Emirates \| 2t 59' 16" \| \| \| 2. \| Mads Pedersen \| Trek-Segafredo \| + 4" \| \| \| 3. \| Mike Teunissen \| Jumbo-Visma \| + 5" \| \| \| 4. \| Pascal Ackermann \| Bora-Hansgrohe \| + 6" \| \| \| 5. \| Mathieu van der Poel \| Alpecin-Fenix \| + 7" \| \| \| 6. \| Yves Lampaert \| Deceuninck-Quick Step \| + 7" \| \| \| 7. \| Mark Cavendish \| Bahrain McLaren \| + 9" \| \| \| 8. \| Danny van Poppel \| Circus-Wanty Gobert \| + 10" \| \| \| 9. \| Stefan Bissegger \| EF Pro Cycling \| + 10" \| \| \| 10. \| Alberto Dainese \| Team Sunweb \| + 10" \| \| |                      |                       |            |
| |                      |                       |            |
| Kilde: ProCyclingStats |                      |                       |            |
| Samlede stilling |                      |                       |            |
| Rytter | Rytter               | Hold                  | Tid        |
| 1. | Jasper Philipsen     | UAE Team Emirates     | 2t 59' 16" |
| 2. | Mads Pedersen        | Trek-Segafredo        | + 4"       |
| 3. | Mike Teunissen       | Jumbo-Visma           | + 5"       |
| 4. | Pascal Ackermann     | Bora-Hansgrohe        | + 6"       |
| 5. | Mathieu van der Poel | Alpecin-Fenix         | + 7"       |
| 6. | Yves Lampaert        | Deceuninck-Quick Step | + 7"       |
| 7. | Mark Cavendish       | Bahrain McLaren       | + 9"       |
| 8. | Danny van Poppel     | Circus-Wanty Gobert   | + 10"      |
| 9. | Stefan Bissegger     | EF Pro Cycling        | + 10"      |
| 10. | Alberto Dainese      | Team Sunweb           | + 10"      |

### 2. etape
| Vlissingen - Vlissingen | enkeltstart | (11 km) |

- Aflyst pga. coronavirusrestriktioner i Holland.[1]

### 3. etape
| Aalter - Aalter | flad etape | (157 km) |

| \| Etaperesultat \| Etaperesultat \| Etaperesultat \| Etaperesultat \| Etaperesultat \| \| Rytter \| Rytter \| Hold \| Tid \| \| \| ------------- \| ------------------ \| --------------------- \| ------------- \| ------------- \| \| 1. \| Mads Pedersen \| Trek-Segafredo \| 3t 26' 11" \| \| \| 2. \| Jasper Philipsen \| UAE Team Emirates \| + 0" \| \| \| 3. \| Pascal Ackermann \| Bora-Hansgrohe \| + 0" \| \| \| 4. \| Danny van Poppel \| Circus-Wanty Gobert \| + 0" \| \| \| 5. \| Tim Merlier \| Alpecin-Fenix \| + 0" \| \| \| 6. \| Zdeněk Štybar \| Deceuninck-Quick Step \| + 0" \| \| \| 7. \| Christophe Laporte \| Cofidis \| + 0" \| \| \| 8. \| Florian Sénéchal \| Deceuninck-Quick Step \| + 0" \| \| \| 9. \| Lorrenzo Manzin \| Total Direct Énergie \| + 0" \| \| \| 10. \| Sep Vanmarcke \| EF Pro Cycling \| + 0" \| \| |                    |                       |            |
| |                    |                       |            |
| Kilde: ProCyclingStats |                    |                       |            |
| Etaperesultat |                    |                       |            |
| Rytter | Rytter             | Hold                  | Tid        |
| 1. | Mads Pedersen      | Trek-Segafredo        | 3t 26' 11" |
| 2. | Jasper Philipsen   | UAE Team Emirates     | + 0"       |
| 3. | Pascal Ackermann   | Bora-Hansgrohe        | + 0"       |
| 4. | Danny van Poppel   | Circus-Wanty Gobert   | + 0"       |
| 5. | Tim Merlier        | Alpecin-Fenix         | + 0"       |
| 6. | Zdeněk Štybar      | Deceuninck-Quick Step | + 0"       |
| 7. | Christophe Laporte | Cofidis               | + 0"       |
| 8. | Florian Sénéchal   | Deceuninck-Quick Step | + 0"       |
| 9. | Lorrenzo Manzin    | Total Direct Énergie  | + 0"       |
| 10. | Sep Vanmarcke      | EF Pro Cycling        | + 0"       |

| \| Samlede stilling \| Samlede stilling \| Samlede stilling \| Samlede stilling \| Samlede stilling \| \| Rytter \| Rytter \| Hold \| Tid \| \| \| ---------------- \| -------------------- \| --------------------- \| ---------------- \| ---------------- \| \| 1. \| Mads Pedersen \| Trek-Segafredo \| 6t 25' 21" \| \| \| 2. \| Jasper Philipsen \| UAE Team Emirates \| + 0" \| \| \| 3. \| Jonas Rickaert \| Alpecin-Fenix \| + 7" \| \| \| 4. \| Pascal Ackermann \| Bora-Hansgrohe \| + 8" \| \| \| 5. \| Mike Teunissen \| Jumbo-Visma \| + 11" \| \| \| 6. \| Mathieu van der Poel \| Alpecin-Fenix \| + 13" \| \| \| 7. \| Yves Lampaert \| Deceuninck-Quick Step \| + 13" \| \| \| 8. \| Danny van Poppel \| Circus-Wanty Gobert \| + 16" \| \| \| 9. \| Tim Merlier \| Alpecin-Fenix \| + 16" \| \| \| 10. \| Lorrenzo Manzin \| Total Direct Énergie \| + 16" \| \| |                      |                       |            |
| |                      |                       |            |
| Kilde: ProCyclingStats |                      |                       |            |
| Samlede stilling |                      |                       |            |
| Rytter | Rytter               | Hold                  | Tid        |
| 1. | Mads Pedersen        | Trek-Segafredo        | 6t 25' 21" |
| 2. | Jasper Philipsen     | UAE Team Emirates     | + 0"       |
| 3. | Jonas Rickaert       | Alpecin-Fenix         | + 7"       |
| 4. | Pascal Ackermann     | Bora-Hansgrohe        | + 8"       |
| 5. | Mike Teunissen       | Jumbo-Visma           | + 11"      |
| 6. | Mathieu van der Poel | Alpecin-Fenix         | + 13"      |
| 7. | Yves Lampaert        | Deceuninck-Quick Step | + 13"      |
| 8. | Danny van Poppel     | Circus-Wanty Gobert   | + 16"      |
| 9. | Tim Merlier          | Alpecin-Fenix         | + 16"      |
| 10. | Lorrenzo Manzin      | Total Direct Énergie  | + 16"      |

### 4. etape
| Riemst - Riemst | enkeltstart | (8,14 km) |

| \| Etaperesultat \| Etaperesultat \| Etaperesultat \| Etaperesultat \| Etaperesultat \| \| Rytter \| Rytter \| Hold \| Tid \| \| \| ------------- \| -------------------- \| --------------------- \| ------------- \| ------------- \| \| 1. \| Søren Kragh Andersen \| Team Sunweb \| 9' 59" \| \| \| 2. \| Stefan Küng \| Groupama-FDJ \| + 6" \| \| \| 3. \| Stefan Bissegger \| EF Pro Cycling \| + 7" \| \| \| 4. \| Mads Pedersen \| Trek-Segafredo \| + 8" \| \| \| 5. \| Mathieu van der Poel \| Alpecin-Fenix \| + 12" \| \| \| 6. \| Jasha Sütterlin \| Team Sunweb \| + 16" \| \| \| 7. \| Jannik Steimle \| Deceuninck-Quick Step \| + 18" \| \| \| 8. \| Yves Lampaert \| Deceuninck-Quick Step \| + 20" \| \| \| 9. \| Max Walscheid \| NTT Pro Cycling \| + 21" \| \| \| 10. \| Christophe Laporte \| Cofidis \| + 21" \| \| |                      |                       |        |
| |                      |                       |        |
| Kilde: ProCyclingStats |                      |                       |        |
| Etaperesultat |                      |                       |        |
| Rytter | Rytter               | Hold                  | Tid    |
| 1. | Søren Kragh Andersen | Team Sunweb           | 9' 59" |
| 2. | Stefan Küng          | Groupama-FDJ          | + 6"   |
| 3. | Stefan Bissegger     | EF Pro Cycling        | + 7"   |
| 4. | Mads Pedersen        | Trek-Segafredo        | + 8"   |
| 5. | Mathieu van der Poel | Alpecin-Fenix         | + 12"  |
| 6. | Jasha Sütterlin      | Team Sunweb           | + 16"  |
| 7. | Jannik Steimle       | Deceuninck-Quick Step | + 18"  |
| 8. | Yves Lampaert        | Deceuninck-Quick Step | + 20"  |
| 9. | Max Walscheid        | NTT Pro Cycling       | + 21"  |
| 10. | Christophe Laporte   | Cofidis               | + 21"  |

| \| Samlede stilling \| Samlede stilling \| Samlede stilling \| Samlede stilling \| Samlede stilling \| \| Rytter \| Rytter \| Hold \| Tid \| \| \| ---------------- \| -------------------- \| --------------------- \| ---------------- \| ---------------- \| \| 1. \| Mads Pedersen \| Trek-Segafredo \| 6t 35' 31" \| \| \| 2. \| Søren Kragh Andersen \| Team Sunweb \| + 7" \| \| \| 3. \| Stefan Küng \| Groupama-FDJ \| + 13" \| \| \| 4. \| Stefan Bissegger \| EF Pro Cycling \| + 14" \| \| \| 5. \| Mathieu van der Poel \| Alpecin-Fenix \| + 17" \| \| \| 6. \| Jasper Philipsen \| UAE Team Emirates \| + 19" \| \| \| 7. \| Yves Lampaert \| Deceuninck-Quick Step \| + 24" \| \| \| 8. \| Max Walscheid \| NTT Pro Cycling \| + 28" \| \| \| 9. \| Mike Teunissen \| Jumbo-Visma \| + 30" \| \| \| 10. \| Florian Sénéchal \| Deceuninck-Quick Step \| + 31" \| \| |                      |                       |            |
| |                      |                       |            |
| Kilde: ProCyclingStats |                      |                       |            |
| Samlede stilling |                      |                       |            |
| Rytter | Rytter               | Hold                  | Tid        |
| 1. | Mads Pedersen        | Trek-Segafredo        | 6t 35' 31" |
| 2. | Søren Kragh Andersen | Team Sunweb           | + 7"       |
| 3. | Stefan Küng          | Groupama-FDJ          | + 13"      |
| 4. | Stefan Bissegger     | EF Pro Cycling        | + 14"      |
| 5. | Mathieu van der Poel | Alpecin-Fenix         | + 17"      |
| 6. | Jasper Philipsen     | UAE Team Emirates     | + 19"      |
| 7. | Yves Lampaert        | Deceuninck-Quick Step | + 24"      |
| 8. | Max Walscheid        | NTT Pro Cycling       | + 28"      |
| 9. | Mike Teunissen       | Jumbo-Visma           | + 30"      |
| 10. | Florian Sénéchal     | Deceuninck-Quick Step | + 31"      |

### 5. etape
| Ottignies-Louvain-la-Neuve - Geraardsbergen | kuperet etape | (185 km) |

| \| Etaperesultat \| Etaperesultat \| Etaperesultat \| Etaperesultat \| Etaperesultat \| \| Rytter \| Rytter \| Hold \| Tid \| \| \| ------------- \| -------------------- \| --------------------- \| ------------- \| ------------- \| \| 1. \| Mathieu van der Poel \| Alpecin-Fenix \| 4t 07' 39" \| \| \| 2. \| Oliver Naesen \| AG2R La Mondiale \| + 4" \| \| \| 3. \| Sonny Colbrelli \| Bahrain McLaren \| + 4" \| \| \| 4. \| Søren Kragh Andersen \| Team Sunweb \| + 4" \| \| \| 5. \| Stefan Küng \| Groupama-FDJ \| + 8" \| \| \| 6. \| Dimitri Claeys \| Cofidis \| + 47" \| \| \| 7. \| Yves Lampaert \| Deceuninck-Quick Step \| + 50" \| \| \| 8. \| Iván García Cortina \| Bahrain McLaren \| + 1' 08" \| \| \| 9. \| Jempy Drucker \| Bora-Hansgrohe \| + 1' 12" \| \| \| 10. \| Florian Sénéchal \| Deceuninck-Quick Step \| + 1' 12" \| \| |                      |                       |            |
| |                      |                       |            |
| Kilde: ProCyclingStats |                      |                       |            |
| Etaperesultat |                      |                       |            |
| Rytter | Rytter               | Hold                  | Tid        |
| 1. | Mathieu van der Poel | Alpecin-Fenix         | 4t 07' 39" |
| 2. | Oliver Naesen        | AG2R La Mondiale      | + 4"       |
| 3. | Sonny Colbrelli      | Bahrain McLaren       | + 4"       |
| 4. | Søren Kragh Andersen | Team Sunweb           | + 4"       |
| 5. | Stefan Küng          | Groupama-FDJ          | + 8"       |
| 6. | Dimitri Claeys       | Cofidis               | + 47"      |
| 7. | Yves Lampaert        | Deceuninck-Quick Step | + 50"      |
| 8. | Iván García Cortina  | Bahrain McLaren       | + 1' 08"   |
| 9. | Jempy Drucker        | Bora-Hansgrohe        | + 1' 12"   |
| 10. | Florian Sénéchal     | Deceuninck-Quick Step | + 1' 12"   |

## Resultater
| \| Samlede stilling \| Samlede stilling \| Samlede stilling \| Samlede stilling \| Samlede stilling \| \| Rytter \| Rytter \| Hold \| Tid \| \| \| ---------------- \| -------------------- \| --------------------- \| ---------------- \| ---------------- \| \| 1. \| Mathieu van der Poel \| Alpecin-Fenix \| 10t 43' 08" \| \| \| 2. \| Søren Kragh Andersen \| Team Sunweb \| + 8" \| \| \| 3. \| Stefan Küng \| Groupama-FDJ \| + 23" \| \| \| 4. \| Yves Lampaert \| Deceuninck-Quick Step \| + 1' 16" \| \| \| 5. \| Mads Pedersen \| Trek-Segafredo \| + 1' 21" \| \| \| 6. \| Sonny Colbrelli \| Bahrain McLaren \| + 1' 42" \| \| \| 7. \| Florian Sénéchal \| Deceuninck-Quick Step \| + 1' 45" \| \| \| 8. \| Mike Teunissen \| Jumbo-Visma \| + 1' 49" \| \| \| 9. \| Florian Vermeersch \| Lotto-Soudal \| + 1' 59" \| \| \| 10. \| John Degenkolb \| Lotto-Soudal \| + 2' 02" \| \| |                      |                       |             |
| |                      |                       |             |
| Kilde: ProCyclingStats |                      |                       |             |
| Samlede stilling |                      |                       |             |
| Rytter | Rytter               | Hold                  | Tid         |
| 1. | Mathieu van der Poel | Alpecin-Fenix         | 10t 43' 08" |
| 2. | Søren Kragh Andersen | Team Sunweb           | + 8"        |
| 3. | Stefan Küng          | Groupama-FDJ          | + 23"       |
| 4. | Yves Lampaert        | Deceuninck-Quick Step | + 1' 16"    |
| 5. | Mads Pedersen        | Trek-Segafredo        | + 1' 21"    |
| 6. | Sonny Colbrelli      | Bahrain McLaren       | + 1' 42"    |
| 7. | Florian Sénéchal     | Deceuninck-Quick Step | + 1' 45"    |
| 8. | Mike Teunissen       | Jumbo-Visma           | + 1' 49"    |
| 9. | Florian Vermeersch   | Lotto-Soudal          | + 1' 59"    |
| 10. | John Degenkolb       | Lotto-Soudal          | + 2' 02"    |

| Samlede stilling | Samlede stilling     | Samlede stilling      | Samlede stilling | Samlede stilling |
| Rytter           | Rytter               | Hold                  | Tid              |                  |
| ---------------- | -------------------- | --------------------- | ---------------- | ---------------- |
| 1.               | Mathieu van der Poel | Alpecin-Fenix         | 10t 43' 08"      |                  |
| 2.               | Søren Kragh Andersen | Team Sunweb           | + 8"             |                  |
| 3.               | Stefan Küng          | Groupama-FDJ          | + 23"            |                  |
| 4.               | Yves Lampaert        | Deceuninck-Quick Step | + 1' 16"         |                  |
| 5.               | Mads Pedersen        | Trek-Segafredo        | + 1' 21"         |                  |
| 6.               | Sonny Colbrelli      | Bahrain McLaren       | + 1' 42"         |                  |
| 7.               | Florian Sénéchal     | Deceuninck-Quick Step | + 1' 45"         |                  |
| 8.               | Mike Teunissen       | Jumbo-Visma           | + 1' 49"         |                  |
| 9.               | Florian Vermeersch   | Lotto-Soudal          | + 1' 59"         |                  |
| 10.              | John Degenkolb       | Lotto-Soudal          | + 2' 02"         |                  |

| Pointkonkurrence | Pointkonkurrence     | Pointkonkurrence      | Pointkonkurrence | Pointkonkurrence |
| Rytter           | Rytter               | Hold                  | Point            |                  |
| ---------------- | -------------------- | --------------------- | ---------------- | ---------------- |
| 1.               | Mads Pedersen        | Trek-Segafredo        | 55 point         |                  |
| 2.               | Jasper Philipsen     | UAE Team Emirates     | 55 point         |                  |
| 3.               | Mathieu van der Poel | Alpecin-Fenix         | 41 point         |                  |
| 4.               | Danny van Poppel     | Circus-Wanty Gobert   | 38 point         |                  |
| 5.               | Tim Merlier          | Alpecin-Fenix         | 27 point         |                  |
| 6.               | Oliver Naesen        | AG2R La Mondiale      | 25 point         |                  |
| 7.               | Florian Sénéchal     | Deceuninck-Quick Step | 22 point         |                  |
| 8.               | Sonny Colbrelli      | Bahrain McLaren       | 22 point         |                  |
| 9.               | Søren Kragh Andersen | Team Sunweb           | 19 point         |                  |
| 10.              | Stefan Küng          | Groupama-FDJ          | 17 point         |                  |

| Pointkonkurrence | Pointkonkurrence     | Pointkonkurrence      | Pointkonkurrence | Pointkonkurrence |
| Rytter           | Rytter               | Hold                  | Point            |                  |
| ---------------- | -------------------- | --------------------- | ---------------- | ---------------- |
| 1.               | Mads Pedersen        | Trek-Segafredo        | 55 point         |                  |
| 2.               | Jasper Philipsen     | UAE Team Emirates     | 55 point         |                  |
| 3.               | Mathieu van der Poel | Alpecin-Fenix         | 41 point         |                  |
| 4.               | Danny van Poppel     | Circus-Wanty Gobert   | 38 point         |                  |
| 5.               | Tim Merlier          | Alpecin-Fenix         | 27 point         |                  |
| 6.               | Oliver Naesen        | AG2R La Mondiale      | 25 point         |                  |
| 7.               | Florian Sénéchal     | Deceuninck-Quick Step | 22 point         |                  |
| 8.               | Sonny Colbrelli      | Bahrain McLaren       | 22 point         |                  |
| 9.               | Søren Kragh Andersen | Team Sunweb           | 19 point         |                  |
| 10.              | Stefan Küng          | Groupama-FDJ          | 17 point         |                  |

### Holdkonkurrencen
| Holdkonkurrence | Holdkonkurrence       | Holdkonkurrence | Holdkonkurrence |
| Hold            | Hold                  | Tid             |                 |
| --------------- | --------------------- | --------------- | --------------- |
| 1.              | Alpecin-Fenix         | 32t 14' 44"     |                 |
| 2.              | Deceuninck-Quick Step | + 15"           |                 |
| 3.              | AG2R La Mondiale      | + 1' 09"        |                 |
| 4.              | Lotto-Soudal          | + 1' 31"        |                 |
| 5.              | Circus-Wanty Gobert   | + 2' 12"        |                 |
| 6.              | Groupama-FDJ          | + 3' 23"        |                 |
| 7.              | Cofidis               | + 3' 34"        |                 |
| 8.              | EF Pro Cycling        | + 3' 49"        |                 |
| 9.              | Ineos Grenadiers      | + 4' 15"        |                 |
| 10.             | UAE Team Emirates     | + 4' 54"        |                 |

## Startliste
| Jumbo-Visma TJV | Jumbo-Visma TJV             | Jumbo-Visma TJV |
| --------------- | --------------------------- | --------------- |
| Nr.             | Rytter                      | Placering       |
| 1               | Mike Teunissen (NED)        | 8.              |
| 2               | Amund Grøndahl Jansen (NOR) | DNS-4           |
| 3               | Bert-Jan Lindeman (NED)     | 78.             |
| 4               | Timo Roosen (NED)           | 61.             |
| 5               | Pascal Eenkhoorn (NED)      | 93.             |
| 6               | Taco van der Hoorn (NED)    | 83.             |
| 7               | Maarten Wynants (BEL)       | 82.             |

| Alpecin-Fenix AFC | Alpecin-Fenix AFC                     | Alpecin-Fenix AFC |
| ----------------- | ------------------------------------- | ----------------- |
| Nr.               | Rytter                                | Placering         |
| 11                | Mathieu van der Poel (NED) (landevej) | 1.                |
| 12                | Dries De Bondt (BEL) (landevej)       | 90.               |
| 13                | Tim Merlier (BEL)                     | 27.               |
| 14                | Jonas Rickaert (BEL)                  | 20.               |
| 15                | Oscar Riesebeek (NED)                 | 67.               |
| 17                | Gianni Vermeersch (BEL)               | 18.               |
| 19                | Senne Leysen (BEL)                    | 39.               |

| CCC Team CCC | CCC Team CCC                   | CCC Team CCC |
| ------------ | ------------------------------ | ------------ |
| Nr.          | Rytter                         | Placering    |
| 21           | Guillaume Van Keirsbulck (BEL) | DNF-5        |
| 22           | Patrick Bevin (NZL)            | DNF-5        |
| 23           | Gijs Van Hoecke (BEL)          | 38.          |
| 24           | Nathan Van Hooydonck (BEL)     | 60.          |
| 25           | Jakub Mareczko (ITA)           | DNF-5        |
| 26           | Francisco Ventoso (ESP)        | DNF-5        |
| 27           | Jonas Koch (GER)               | 88.          |

| Deceuninck-Quick Step DQT | Deceuninck-Quick Step DQT       | Deceuninck-Quick Step DQT |
| ------------------------- | ------------------------------- | ------------------------- |
| Nr.                       | Rytter                          | Placering                 |
| 31                        | Zdeněk Štybar (CZE)             | 23.                       |
| 32                        | Shane Archbold (NZL) (landevej) | 76.                       |
| 33                        | Yves Lampaert (BEL)             | 4.                        |
| 34                        | Florian Sénéchal (FRA)          | 7.                        |
| 35                        | Stijn Steels (BEL)              | DNS-3                     |
| 36                        | Jannik Steimle (GER)            | 44.                       |
| 37                        | Bert Van Lerberghe (BEL)        | 24.                       |

| AG2R La Mondiale ALM | AG2R La Mondiale ALM    | AG2R La Mondiale ALM |
| -------------------- | ----------------------- | -------------------- |
| Nr.                  | Rytter                  | Placering            |
| 41                   | Oliver Naesen (BEL)     | 64.                  |
| 42                   | Silvan Dillier (SUI)    | 26.                  |
| 43                   | Julien Duval (FRA)      | 71.                  |
| 45                   | Alexis Gougeard (FRA)   | DNF-5                |
| 46                   | Lawrence Naesen (BEL)   | 17.                  |
| 47                   | Stijn Vandenbergh (BEL) | 65.                  |
| 50                   | Clément Venturini (FRA) | DNF-5                |

| Bora-Hansgrohe BOH | Bora-Hansgrohe BOH        | Bora-Hansgrohe BOH |
| ------------------ | ------------------------- | ------------------ |
| Nr.                | Rytter                    | Placering          |
| 51                 | Pascal Ackermann (GER)    | DNF-5              |
| 52                 | Marcus Burghardt (GER)    | 46.                |
| 53                 | Jempy Drucker (LUX)       | 11.                |
| 54                 | Martin Laas (EST)         | DNF-5              |
| 55                 | Andreas Schillinger (GER) | DNF-5              |
| 56                 | Michael Schwarzmann (GER) | DNF-5              |
| 57                 | Rüdiger Selig (GER)       | DNF-5              |

| Lotto-Soudal LTS | Lotto-Soudal LTS         | Lotto-Soudal LTS |
| ---------------- | ------------------------ | ---------------- |
| Nr.              | Rytter                   | Placering        |
| 61               | Philippe Gilbert (BEL)   | DNS-3            |
| 63               | Nikolas Maes (BEL)       | 29.              |
| 64               | Gerben Thijssen (BEL)    | 77.              |
| 65               | Brian van Goethem (NED)  | 59.              |
| 66               | Florian Vermeersch (BEL) | 9.               |
| 67               | Jelle Wallays (BEL)      | DNF-5            |
| 68               | John Degenkolb (GER)     | 10.              |

| Total Direct Énergie TDE | Total Direct Énergie TDE | Total Direct Énergie TDE |
| ------------------------ | ------------------------ | ------------------------ |
| Nr.                      | Rytter                   | Placering                |
| 71                       | Niki Terpstra (NED)      | 34.                      |
| 72                       | Romain Cardis (FRA)      | 49.                      |
| 73                       | Damien Gaudin (FRA)      | DNF-5                    |
| 74                       | Pim Ligthart (NED)       | 66.                      |
| 75                       | Lorrenzo Manzin (FRA)    | DNF-5                    |
| 76                       | Adrien Petit (FRA)       | 87.                      |
| 77                       | Dries Van Gestel (BEL)   | 45.                      |

| Astana AST | Astana AST               | Astana AST |
| ---------- | ------------------------ | ---------- |
| Nr.        | Rytter                   | Placering  |
| 81         | Laurens De Vreese (BEL)  | DNF-5      |
| 83         | Daniil Fominykh (KAZ)    | DNF-5      |
| 84         | Jevgenij Giditj (KAZ)    | DNF-5      |
| 85         | Dmitrij Gruzdev (KAZ)    | DNF-5      |
| 86         | Davide Martinelli (ITA)  | DNF-5      |
| 88         | Hernando Bohórquez (COL) | DNF-5      |

| Israel Start-Up Nation ISN | Israel Start-Up Nation ISN | Israel Start-Up Nation ISN |
| -------------------------- | -------------------------- | -------------------------- |
| Nr.                        | Rytter                     | Placering                  |
| 92                         | Jenthe Biermans (BEL)      | DNS-3                      |
| 93                         | Guillaume Boivin (CAN)     | 84.                        |
| 94                         | Itamar Einhorn (ISR)       | DNF-5                      |
| 95                         | Mihkel Räim (EST)          | DNF-5                      |
| 96                         | Travis McCabe (USA)        | DNF-5                      |
| 97                         | Mads Würtz Schmidt (DEN)   | DNF-5                      |
| 99                         | Nils Politt (GER)          | 19.                        |

| UAE Team Emirates UAD | UAE Team Emirates UAD              | UAE Team Emirates UAD |
| --------------------- | ---------------------------------- | --------------------- |
| Nr.                   | Rytter                             | Placering             |
| 101                   | Jasper Philipsen (BEL)             | 13.                   |
| 102                   | Sven Erik Bystrøm (NOR) (landevej) | 68.                   |
| 103                   | Alessandro Covi (ITA)              | 54.                   |
| 104                   | Ivo Oliveira (POR) (enkeltstart)   | DNF-5                 |
| 105                   | Rui Oliveira (POR)                 | 92.                   |
| 106                   | Tom Bohli (SUI)                    | DNF-5                 |
| 107                   | Aljaksandr Rabusjenka (BLR)        | 40.                   |

| EF Pro Cycling EF1 | EF Pro Cycling EF1        | EF Pro Cycling EF1 |
| ------------------ | ------------------------- | ------------------ |
| Nr.                | Rytter                    | Placering          |
| 111                | Sep Vanmarcke (BEL)       | 32.                |
| 112                | Stefan Bissegger (SUI)    | 12.                |
| 113                | Sebastian Langeveld (NED) | 41.                |
| 114                | Logan Owen (USA)          | DNF-5              |
| 115                | Jonas Rutsch (GER)        | 72.                |
| 116                | Thomas Scully (NZL)       | DNF-5              |
| 117                | Julius van den Berg (NED) | 86.                |

| Bahrain McLaren TBM | Bahrain McLaren TBM       | Bahrain McLaren TBM |
| ------------------- | ------------------------- | ------------------- |
| Nr.                 | Rytter                    | Placering           |
| 121                 | Mark Cavendish (GBR)      | DNF-5               |
| 122                 | Sonny Colbrelli (ITA)     | 6.                  |
| 123                 | Iván García Cortina (ESP) | 25.                 |
| 124                 | Luka Pibernik (SLO)       | DNF-5               |
| 125                 | Heinrich Haussler (AUS)   | DNS-5               |
| 126                 | Marcel Sieberg (GER)      | DNF-5               |
| 127                 | Fred Wright (GBR)         | DNS-3               |

| Groupama-FDJ GFC | Groupama-FDJ GFC                | Groupama-FDJ GFC |
| ---------------- | ------------------------------- | ---------------- |
| Nr.              | Rytter                          | Placering        |
| 131              | Stefan Küng (SUI) (enkeltstart) | 3.               |
| 132              | Alexys Brunel (FRA)             | DNF-3            |
| 133              | Kevin Geniets (LUX) (landevej)  | 37.              |
| 136              | Fabian Lienhard (SUI)           | 62.              |
| 137              | Tobias Ludvigsson (SWE)         | 69.              |
| 138              | Léo Vincent (FRA)               | DNF-5            |

| Cofidis COF | Cofidis COF              | Cofidis COF |
| ----------- | ------------------------ | ----------- |
| Nr.         | Rytter                   | Placering   |
| 141         | Christophe Laporte (FRA) | 31.         |
| 142         | Dimitri Claeys (BEL)     | 42.         |
| 143         | Cyril Lemoine (FRA)      | 48.         |
| 144         | Emmanuel Morin (FRA)     | DNF-5       |
| 145         | Damien Touzé (FRA)       | DNF-5       |
| 146         | Piet Allegaert (BEL)     | 43.         |
| 147         | Julien Vermote (BEL)     | 50.         |

| Mitchelton-Scott MTS | Mitchelton-Scott MTS               | Mitchelton-Scott MTS |
| -------------------- | ---------------------------------- | -------------------- |
| Nr.                  | Rytter                             | Placering            |
| 151                  | Dion Smith (NZL)                   | 57.                  |
| 152                  | Kaden Groves (AUS)                 | DNF-5                |
| 153                  | Alexander Konysjev (ITA)           | 91.                  |
| 154                  | Luke Durbridge (AUS) (enkeltstart) | 85.                  |
| 155                  | Callum Scotson (AUS)               | 63.                  |
| 156                  | Alexander Edmondson (AUS)          | DNF-5                |
| 157                  | Robert Stannard (AUS)              | 80.                  |

| NTT Pro Cycling NTT | NTT Pro Cycling NTT               | NTT Pro Cycling NTT |
| ------------------- | --------------------------------- | ------------------- |
| Nr.                 | Rytter                            | Placering           |
| 162                 | Michael Gogl (AUT)                | 56.                 |
| 163                 | Edvald Boasson Hagen (NOR)        | 58.                 |
| 164                 | Reinardt Janse van Rensburg (RSA) | 36.                 |
| 165                 | Nicholas Dlamini (RSA)            | DNF-5               |
| 166                 | Rasmus Tiller (NOR)               | 94.                 |
| 167                 | Max Walscheid (GER)               | 16.                 |
| 169                 | Jay Robert Thomson (RSA)          | DNF-5               |

| Ineos Grenadiers IGD | Ineos Grenadiers IGD      | Ineos Grenadiers IGD |
| -------------------- | ------------------------- | -------------------- |
| Nr.                  | Rytter                    | Placering            |
| 171                  | Christopher Lawless (GBR) | DNF-5                |
| 172                  | Owain Doull (GBR)         | 14.                  |
| 174                  | Christian Knees (GER)     | 55.                  |
| 175                  | Leonardo Basso (ITA)      | 89.                  |
| 176                  | Brandon Rivera (COL)      | 51.                  |
| 177                  | Carlos Rodríguez (ESP)    | 53.                  |

| Circus-Wanty Gobert CWG | Circus-Wanty Gobert CWG    | Circus-Wanty Gobert CWG |
| ----------------------- | -------------------------- | ----------------------- |
| Nr.                     | Rytter                     | Placering               |
| 181                     | Pieter Vanspeybrouck (BEL) | DNF-5                   |
| 182                     | Aimé De Gendt (BEL)        | 81.                     |
| 183                     | Timothy Dupont (BEL)       | DNS-4                   |
| 184                     | Xandro Meurisse (BEL)      | 47.                     |
| 186                     | Danny van Poppel (NED)     | 30.                     |
| 187                     | Andrea Pasqualon (ITA)     | 15.                     |
| 190                     | Wesley Kreder (NED)        | DNF-5                   |

| Team Sunweb SUN | Team Sunweb SUN              | Team Sunweb SUN |
| --------------- | ---------------------------- | --------------- |
| Nr.             | Rytter                       | Placering       |
| 191             | Søren Kragh Andersen (DEN)   | 2.              |
| 192             | Nils Eekhoff (NED)           | 70.             |
| 193             | Max Kanter (GER)             | DNF-5           |
| 194             | Asbjørn Kragh Andersen (DEN) | DNS-1           |
| 195             | Alberto Dainese (ITA)        | DNF-5           |
| 196             | Martin Salmon (GER)          | DNF-5           |
| 197             | Jasha Sütterlin (GER)        | 21.             |

| Trek-Segafredo TFS | Trek-Segafredo TFS      | Trek-Segafredo TFS |
| ------------------ | ----------------------- | ------------------ |
| Nr.                | Rytter                  | Placering          |
| 201                | Mads Pedersen (DEN)     | 5.                 |
| 202                | Alex Kirsch (LUX)       | 74.                |
| 203                | Emīls Liepiņš (LAT)     | DNF-5              |
| 204                | Matteo Moschetti (ITA)  | DNF-5              |
| 205                | Ryan Mullen (IRL)       | 73.                |
| 206                | Charlie Quaterman (GBR) | DNF-5              |
| 207                | Koen de Kort (NED)      | DNF-5              |

| Sport Vlaanderen-Baloise SVB | Sport Vlaanderen-Baloise SVB | Sport Vlaanderen-Baloise SVB |
| ---------------------------- | ---------------------------- | ---------------------------- |
| Nr.                          | Rytter                       | Placering                    |
| 211                          | Amaury Capiot (BEL)          | 28.                          |
| 212                          | Cedric Beullens (BEL)        | 33.                          |
| 213                          | Sasha Weemaes (BEL)          | DNF-5                        |
| 214                          | Milan Menten (BEL)           | DNF-5                        |
| 216                          | Kenneth Van Rooy (BEL)       | 79.                          |
| 217                          | Thimo Willems (BEL)          | DNS-3                        |
| 219                          | Gilles De Wilde (BEL)        | DNS-3                        |

| Movistar Team MOV | Movistar Team MOV       | Movistar Team MOV |
| ----------------- | ----------------------- | ----------------- |
| Nr.               | Rytter                  | Placering         |
| 221               | Jürgen Roelandts (BEL)  | DNF-5             |
| 222               | Johan Jacobs (SUI)      | 22.               |
| 223               | Mathias Norsgaard (DEN) | DNF-5             |
| 224               | Juri Hollmann (GER)     | 35.               |
| 225               | Lluís Mas (ESP)         | DNF-5             |

| Bingoal-Wallonie Bruxelles WVA | Bingoal-Wallonie Bruxelles WVA | Bingoal-Wallonie Bruxelles WVA |
| ------------------------------ | ------------------------------ | ------------------------------ |
| Nr.                            | Rytter                         | Placering                      |
| 231                            | Baptiste Planckaert (BEL)      | DNF-5                          |
| 232                            | Aksel Nõmmela (EST)            | DNF-5                          |
| 233                            | Tom Wirtgen (LUX)              | 75.                            |
| 234                            | Ludovic Robeet (BEL)           | 52.                            |
| 235                            | Sean De Bie (BEL)              | DNF-5                          |
| 236                            | Joel Suter (SUI)               | DNF-5                          |
| 237                            | Lionel Taminiaux (BEL)         | DNF-5                          |

| Jumbo-Visma TJV | Jumbo-Visma TJV             | Jumbo-Visma TJV |
| --------------- | --------------------------- | --------------- |
| Nr.             | Rytter                      | Placering       |
| 1               | Mike Teunissen (NED)        | 8.              |
| 2               | Amund Grøndahl Jansen (NOR) | DNS-4           |
| 3               | Bert-Jan Lindeman (NED)     | 78.             |
| 4               | Timo Roosen (NED)           | 61.             |
| 5               | Pascal Eenkhoorn (NED)      | 93.             |
| 6               | Taco van der Hoorn (NED)    | 83.             |
| 7               | Maarten Wynants (BEL)       | 82.             |

| Alpecin-Fenix AFC | Alpecin-Fenix AFC                     | Alpecin-Fenix AFC |
| ----------------- | ------------------------------------- | ----------------- |
| Nr.               | Rytter                                | Placering         |
| 11                | Mathieu van der Poel (NED) (landevej) | 1.                |
| 12                | Dries De Bondt (BEL) (landevej)       | 90.               |
| 13                | Tim Merlier (BEL)                     | 27.               |
| 14                | Jonas Rickaert (BEL)                  | 20.               |
| 15                | Oscar Riesebeek (NED)                 | 67.               |
| 17                | Gianni Vermeersch (BEL)               | 18.               |
| 19                | Senne Leysen (BEL)                    | 39.               |

| CCC Team CCC | CCC Team CCC                   | CCC Team CCC |
| ------------ | ------------------------------ | ------------ |
| Nr.          | Rytter                         | Placering    |
| 21           | Guillaume Van Keirsbulck (BEL) | DNF-5        |
| 22           | Patrick Bevin (NZL)            | DNF-5        |
| 23           | Gijs Van Hoecke (BEL)          | 38.          |
| 24           | Nathan Van Hooydonck (BEL)     | 60.          |
| 25           | Jakub Mareczko (ITA)           | DNF-5        |
| 26           | Francisco Ventoso (ESP)        | DNF-5        |
| 27           | Jonas Koch (GER)               | 88.          |

| Deceuninck-Quick Step DQT | Deceuninck-Quick Step DQT       | Deceuninck-Quick Step DQT |
| ------------------------- | ------------------------------- | ------------------------- |
| Nr.                       | Rytter                          | Placering                 |
| 31                        | Zdeněk Štybar (CZE)             | 23.                       |
| 32                        | Shane Archbold (NZL) (landevej) | 76.                       |
| 33                        | Yves Lampaert (BEL)             | 4.                        |
| 34                        | Florian Sénéchal (FRA)          | 7.                        |
| 35                        | Stijn Steels (BEL)              | DNS-3                     |
| 36                        | Jannik Steimle (GER)            | 44.                       |
| 37                        | Bert Van Lerberghe (BEL)        | 24.                       |

| AG2R La Mondiale ALM | AG2R La Mondiale ALM    | AG2R La Mondiale ALM |
| -------------------- | ----------------------- | -------------------- |
| Nr.                  | Rytter                  | Placering            |
| 41                   | Oliver Naesen (BEL)     | 64.                  |
| 42                   | Silvan Dillier (SUI)    | 26.                  |
| 43                   | Julien Duval (FRA)      | 71.                  |
| 45                   | Alexis Gougeard (FRA)   | DNF-5                |
| 46                   | Lawrence Naesen (BEL)   | 17.                  |
| 47                   | Stijn Vandenbergh (BEL) | 65.                  |
| 50                   | Clément Venturini (FRA) | DNF-5                |

| Bora-Hansgrohe BOH | Bora-Hansgrohe BOH        | Bora-Hansgrohe BOH |
| ------------------ | ------------------------- | ------------------ |
| Nr.                | Rytter                    | Placering          |
| 51                 | Pascal Ackermann (GER)    | DNF-5              |
| 52                 | Marcus Burghardt (GER)    | 46.                |
| 53                 | Jempy Drucker (LUX)       | 11.                |
| 54                 | Martin Laas (EST)         | DNF-5              |
| 55                 | Andreas Schillinger (GER) | DNF-5              |
| 56                 | Michael Schwarzmann (GER) | DNF-5              |
| 57                 | Rüdiger Selig (GER)       | DNF-5              |

| Lotto-Soudal LTS | Lotto-Soudal LTS         | Lotto-Soudal LTS |
| ---------------- | ------------------------ | ---------------- |
| Nr.              | Rytter                   | Placering        |
| 61               | Philippe Gilbert (BEL)   | DNS-3            |
| 63               | Nikolas Maes (BEL)       | 29.              |
| 64               | Gerben Thijssen (BEL)    | 77.              |
| 65               | Brian van Goethem (NED)  | 59.              |
| 66               | Florian Vermeersch (BEL) | 9.               |
| 67               | Jelle Wallays (BEL)      | DNF-5            |
| 68               | John Degenkolb (GER)     | 10.              |

| Total Direct Énergie TDE | Total Direct Énergie TDE | Total Direct Énergie TDE |
| ------------------------ | ------------------------ | ------------------------ |
| Nr.                      | Rytter                   | Placering                |
| 71                       | Niki Terpstra (NED)      | 34.                      |
| 72                       | Romain Cardis (FRA)      | 49.                      |
| 73                       | Damien Gaudin (FRA)      | DNF-5                    |
| 74                       | Pim Ligthart (NED)       | 66.                      |
| 75                       | Lorrenzo Manzin (FRA)    | DNF-5                    |
| 76                       | Adrien Petit (FRA)       | 87.                      |
| 77                       | Dries Van Gestel (BEL)   | 45.                      |

| Astana AST | Astana AST               | Astana AST |
| ---------- | ------------------------ | ---------- |
| Nr.        | Rytter                   | Placering  |
| 81         | Laurens De Vreese (BEL)  | DNF-5      |
| 83         | Daniil Fominykh (KAZ)    | DNF-5      |
| 84         | Jevgenij Giditj (KAZ)    | DNF-5      |
| 85         | Dmitrij Gruzdev (KAZ)    | DNF-5      |
| 86         | Davide Martinelli (ITA)  | DNF-5      |
| 88         | Hernando Bohórquez (COL) | DNF-5      |

| Israel Start-Up Nation ISN | Israel Start-Up Nation ISN | Israel Start-Up Nation ISN |
| -------------------------- | -------------------------- | -------------------------- |
| Nr.                        | Rytter                     | Placering                  |
| 92                         | Jenthe Biermans (BEL)      | DNS-3                      |
| 93                         | Guillaume Boivin (CAN)     | 84.                        |
| 94                         | Itamar Einhorn (ISR)       | DNF-5                      |
| 95                         | Mihkel Räim (EST)          | DNF-5                      |
| 96                         | Travis McCabe (USA)        | DNF-5                      |
| 97                         | Mads Würtz Schmidt (DEN)   | DNF-5                      |
| 99                         | Nils Politt (GER)          | 19.                        |

| UAE Team Emirates UAD | UAE Team Emirates UAD              | UAE Team Emirates UAD |
| --------------------- | ---------------------------------- | --------------------- |
| Nr.                   | Rytter                             | Placering             |
| 101                   | Jasper Philipsen (BEL)             | 13.                   |
| 102                   | Sven Erik Bystrøm (NOR) (landevej) | 68.                   |
| 103                   | Alessandro Covi (ITA)              | 54.                   |
| 104                   | Ivo Oliveira (POR) (enkeltstart)   | DNF-5                 |
| 105                   | Rui Oliveira (POR)                 | 92.                   |
| 106                   | Tom Bohli (SUI)                    | DNF-5                 |
| 107                   | Aljaksandr Rabusjenka (BLR)        | 40.                   |

| EF Pro Cycling EF1 | EF Pro Cycling EF1        | EF Pro Cycling EF1 |
| ------------------ | ------------------------- | ------------------ |
| Nr.                | Rytter                    | Placering          |
| 111                | Sep Vanmarcke (BEL)       | 32.                |
| 112                | Stefan Bissegger (SUI)    | 12.                |
| 113                | Sebastian Langeveld (NED) | 41.                |
| 114                | Logan Owen (USA)          | DNF-5              |
| 115                | Jonas Rutsch (GER)        | 72.                |
| 116                | Thomas Scully (NZL)       | DNF-5              |
| 117                | Julius van den Berg (NED) | 86.                |

| Bahrain McLaren TBM | Bahrain McLaren TBM       | Bahrain McLaren TBM |
| ------------------- | ------------------------- | ------------------- |
| Nr.                 | Rytter                    | Placering           |
| 121                 | Mark Cavendish (GBR)      | DNF-5               |
| 122                 | Sonny Colbrelli (ITA)     | 6.                  |
| 123                 | Iván García Cortina (ESP) | 25.                 |
| 124                 | Luka Pibernik (SLO)       | DNF-5               |
| 125                 | Heinrich Haussler (AUS)   | DNS-5               |
| 126                 | Marcel Sieberg (GER)      | DNF-5               |
| 127                 | Fred Wright (GBR)         | DNS-3               |

| Groupama-FDJ GFC | Groupama-FDJ GFC                | Groupama-FDJ GFC |
| ---------------- | ------------------------------- | ---------------- |
| Nr.              | Rytter                          | Placering        |
| 131              | Stefan Küng (SUI) (enkeltstart) | 3.               |
| 132              | Alexys Brunel (FRA)             | DNF-3            |
| 133              | Kevin Geniets (LUX) (landevej)  | 37.              |
| 136              | Fabian Lienhard (SUI)           | 62.              |
| 137              | Tobias Ludvigsson (SWE)         | 69.              |
| 138              | Léo Vincent (FRA)               | DNF-5            |

| Cofidis COF | Cofidis COF              | Cofidis COF |
| ----------- | ------------------------ | ----------- |
| Nr.         | Rytter                   | Placering   |
| 141         | Christophe Laporte (FRA) | 31.         |
| 142         | Dimitri Claeys (BEL)     | 42.         |
| 143         | Cyril Lemoine (FRA)      | 48.         |
| 144         | Emmanuel Morin (FRA)     | DNF-5       |
| 145         | Damien Touzé (FRA)       | DNF-5       |
| 146         | Piet Allegaert (BEL)     | 43.         |
| 147         | Julien Vermote (BEL)     | 50.         |

| Mitchelton-Scott MTS | Mitchelton-Scott MTS               | Mitchelton-Scott MTS |
| -------------------- | ---------------------------------- | -------------------- |
| Nr.                  | Rytter                             | Placering            |
| 151                  | Dion Smith (NZL)                   | 57.                  |
| 152                  | Kaden Groves (AUS)                 | DNF-5                |
| 153                  | Alexander Konysjev (ITA)           | 91.                  |
| 154                  | Luke Durbridge (AUS) (enkeltstart) | 85.                  |
| 155                  | Callum Scotson (AUS)               | 63.                  |
| 156                  | Alexander Edmondson (AUS)          | DNF-5                |
| 157                  | Robert Stannard (AUS)              | 80.                  |

| NTT Pro Cycling NTT | NTT Pro Cycling NTT               | NTT Pro Cycling NTT |
| ------------------- | --------------------------------- | ------------------- |
| Nr.                 | Rytter                            | Placering           |
| 162                 | Michael Gogl (AUT)                | 56.                 |
| 163                 | Edvald Boasson Hagen (NOR)        | 58.                 |
| 164                 | Reinardt Janse van Rensburg (RSA) | 36.                 |
| 165                 | Nicholas Dlamini (RSA)            | DNF-5               |
| 166                 | Rasmus Tiller (NOR)               | 94.                 |
| 167                 | Max Walscheid (GER)               | 16.                 |
| 169                 | Jay Robert Thomson (RSA)          | DNF-5               |

| Ineos Grenadiers IGD | Ineos Grenadiers IGD      | Ineos Grenadiers IGD |
| -------------------- | ------------------------- | -------------------- |
| Nr.                  | Rytter                    | Placering            |
| 171                  | Christopher Lawless (GBR) | DNF-5                |
| 172                  | Owain Doull (GBR)         | 14.                  |
| 174                  | Christian Knees (GER)     | 55.                  |
| 175                  | Leonardo Basso (ITA)      | 89.                  |
| 176                  | Brandon Rivera (COL)      | 51.                  |
| 177                  | Carlos Rodríguez (ESP)    | 53.                  |

| Circus-Wanty Gobert CWG | Circus-Wanty Gobert CWG    | Circus-Wanty Gobert CWG |
| ----------------------- | -------------------------- | ----------------------- |
| Nr.                     | Rytter                     | Placering               |
| 181                     | Pieter Vanspeybrouck (BEL) | DNF-5                   |
| 182                     | Aimé De Gendt (BEL)        | 81.                     |
| 183                     | Timothy Dupont (BEL)       | DNS-4                   |
| 184                     | Xandro Meurisse (BEL)      | 47.                     |
| 186                     | Danny van Poppel (NED)     | 30.                     |
| 187                     | Andrea Pasqualon (ITA)     | 15.                     |
| 190                     | Wesley Kreder (NED)        | DNF-5                   |

| Team Sunweb SUN | Team Sunweb SUN              | Team Sunweb SUN |
| --------------- | ---------------------------- | --------------- |
| Nr.             | Rytter                       | Placering       |
| 191             | Søren Kragh Andersen (DEN)   | 2.              |
| 192             | Nils Eekhoff (NED)           | 70.             |
| 193             | Max Kanter (GER)             | DNF-5           |
| 194             | Asbjørn Kragh Andersen (DEN) | DNS-1           |
| 195             | Alberto Dainese (ITA)        | DNF-5           |
| 196             | Martin Salmon (GER)          | DNF-5           |
| 197             | Jasha Sütterlin (GER)        | 21.             |

| Trek-Segafredo TFS | Trek-Segafredo TFS      | Trek-Segafredo TFS |
| ------------------ | ----------------------- | ------------------ |
| Nr.                | Rytter                  | Placering          |
| 201                | Mads Pedersen (DEN)     | 5.                 |
| 202                | Alex Kirsch (LUX)       | 74.                |
| 203                | Emīls Liepiņš (LAT)     | DNF-5              |
| 204                | Matteo Moschetti (ITA)  | DNF-5              |
| 205                | Ryan Mullen (IRL)       | 73.                |
| 206                | Charlie Quaterman (GBR) | DNF-5              |
| 207                | Koen de Kort (NED)      | DNF-5              |

| Sport Vlaanderen-Baloise SVB | Sport Vlaanderen-Baloise SVB | Sport Vlaanderen-Baloise SVB |
| ---------------------------- | ---------------------------- | ---------------------------- |
| Nr.                          | Rytter                       | Placering                    |
| 211                          | Amaury Capiot (BEL)          | 28.                          |
| 212                          | Cedric Beullens (BEL)        | 33.                          |
| 213                          | Sasha Weemaes (BEL)          | DNF-5                        |
| 214                          | Milan Menten (BEL)           | DNF-5                        |
| 216                          | Kenneth Van Rooy (BEL)       | 79.                          |
| 217                          | Thimo Willems (BEL)          | DNS-3                        |
| 219                          | Gilles De Wilde (BEL)        | DNS-3                        |

| Movistar Team MOV | Movistar Team MOV       | Movistar Team MOV |
| ----------------- | ----------------------- | ----------------- |
| Nr.               | Rytter                  | Placering         |
| 221               | Jürgen Roelandts (BEL)  | DNF-5             |
| 222               | Johan Jacobs (SUI)      | 22.               |
| 223               | Mathias Norsgaard (DEN) | DNF-5             |
| 224               | Juri Hollmann (GER)     | 35.               |
| 225               | Lluís Mas (ESP)         | DNF-5             |

| Bingoal-Wallonie Bruxelles WVA | Bingoal-Wallonie Bruxelles WVA | Bingoal-Wallonie Bruxelles WVA |
| ------------------------------ | ------------------------------ | ------------------------------ |
| Nr.                            | Rytter                         | Placering                      |
| 231                            | Baptiste Planckaert (BEL)      | DNF-5                          |
| 232                            | Aksel Nõmmela (EST)            | DNF-5                          |
| 233                            | Tom Wirtgen (LUX)              | 75.                            |
| 234                            | Ludovic Robeet (BEL)           | 52.                            |
| 235                            | Sean De Bie (BEL)              | DNF-5                          |
| 236                            | Joel Suter (SUI)               | DNF-5                          |
| 237                            | Lionel Taminiaux (BEL)         | DNF-5                          |